# فاتيما ميراندا
فاتيما ميراندا (بالإسبانية: Fátima Miranda)‏ هي مغنية إسبانية، ولدت في 21 أغسطس 1952 في شلمنقة في إسبانيا.

## وصلات خارجية
- فاتيما ميراندا على موقع ميوزك برينز (الإنجليزية)
- فاتيما ميراندا على موقع ديسكوغز (الإنجليزية)